# Cortinarius collinitus
Cortinarius collinitus (Pers.) Fr., Epicrisis systematis mycologici (Uppsala): 274 (1838) [1836].

## Descrizione della specie
Cappello 
3-8 cm di diametro, conico-ottuso, poi convesso e infine appianato,con largo umbone; cuticola separabile, vischiosa, liscia, gialla-arancio-bruno, più scura al centro; margine regolare oppure ondulato.
 Lamelle 
Fitte, adnate, con lamellule, prima grigio-biancastre, poi color cannella per la maturazione delle spore.
 Gambo 
Cilindrico, cerchiato in zone, 5-12 cm, biancastro nella parte alta e giallo-ocraceo in basso.
 Carne 
Fibrosa, bianco-giallastra, bluastra nella parte alta del gambo e brunastra alla base.
- Odore: impercettibile.
- Sapore: dolciastro.

 Spore 
Ocra in massa.

## Habitat
Cresce sotto aghifoglie.

## Commestibilità
Velenoso.

## Etimologia
- Genere: dal latino cortinarius = attinente alle cortine, per i caratteristici residui del velo parziale.
- Specie: dal latino collinitus = vischioso.

## Sinonimi e binomi obsoleti
- Agaricus collinitus Pers.
- Cortinarius muscigenus Peck, Ann. Rep. N. Y. state Mus. 41: 71 (1888)